# Lumbricillus eltoni
Lumbricillus eltoni is een ringworm uit de familie van de Enchytraeidae. De wetenschappelijke naam van de soort is voor het eerst geldig gepubliceerd in 1924 door Stephenson.